# Heinrich Schoene

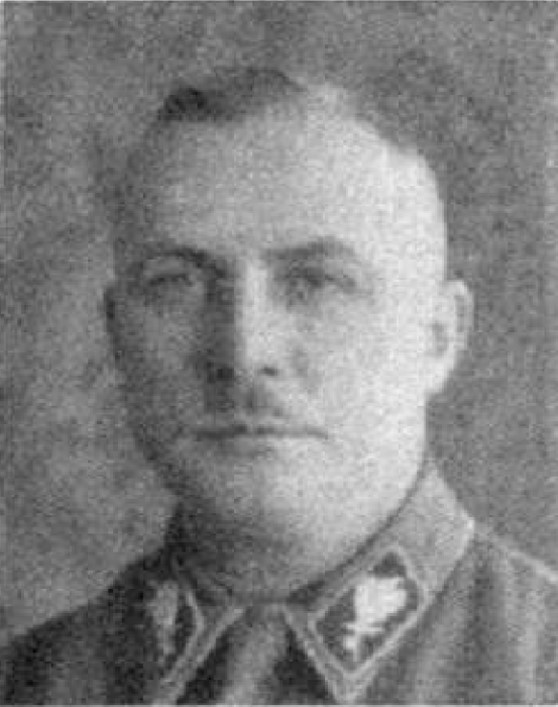
Heinrich Schoene

Heinrich Schoene (* 25. November 1889 in Berlin; † 9. April 1945 in Königsberg) war SA-Obergruppenführer und Generalkommissar des Generalbezirks Wolhynien-Podolien im Reichskommissariat Ukraine.

## Leben
Schoene leistete Militärdienst im Ersten Weltkrieg, zuletzt als Unteroffizier. Dann gehörte er zu den Siedlern am Truppenübungsplatz Lockstedter Lager. Dort hatte er ein kleines Baugeschäft. Er trat 1924/1925 in die Nationalsozialistische Freiheitspartei ein, zu einer Zeit, als die NSDAP nach dem Hitlerputsch verboten war. Am 20. April 1925 trat er in die SA ein und am 14. August 1925 wechselte er in die NSDAP, in der er eine steile Karriere hinlegte. Von 1926 bis 1927 war er Führer der HJ. Er wurde bald Ortsgruppenleiter der NSDAP und schließlich Kreisleiter im gesamten Kreis Steinburg. Er wurde im Mai 1929 mit dem Aufbau der SA in Schleswig-Holstein beauftragt und zum Oberführer Nordmark der SA ernannt. Von 1931 bis 1934 war er SA-Führer von Schleswig-Holstein und wurde im Juli 1932 zum SA-Gruppenführer ernannt.
Von 1932 bis 1933 war er Mitglied des Preußischen Landtags, am 12. November 1933 wurde er zum Mitglied des Reichstags für den Wahlkreis Berlin bestimmt. Das blieb er bis 1945. Im Jahr 1934 wurde er zum Führer der SA-Obergruppe I (Sitz: Königsberg (Preußen), Otto-Reinke-Str. 4–6) ernannt, am 24. April 1934 zum SA-Obergruppenführer befördert und wurde zum Führer der SA in Ostpreußen und Danzig ernannt. Vom 1. Februar 1934 bis 31. März 1942 war er Polizeipräsident von Königsberg, außerdem nahm er vom 1. Januar 1934 bis 31. März 1939 das Amt des Landesgruppenführers des Reichsluftschutzbundes Ostpreußen wahr. Von 1934 bis 1942 war er auch Preußischer Provinzialrat der Provinz Ostpreußen.
Von 1. September 1941 bis 1944 fungierte er als Generalkommissar für den Generalbezirk Wolhynien-Podolien mit Sitz in Luzk im Reichskommissariat Ukraine. Im gleichen Bezirk war er auch Bezirksleiter der NSDAP. Schoene war mitverantwortlich für die Ermordung der jüdischen Bevölkerung des Generalbezirks. Im Jahr 1942 wurde er Inspekteur der Marine-SA. 1945 kam Heinrich Schöne beim Kampf gegen die Rote Armee ums Leben.